# Fodil El Ouartilani
 (mai 2025).
Compléments
Conflit (coup d'État de 1948 au Yémen du Nord)
Fodil El Ouartilani (en arabe : فضيل الورتيلاني) ; de son vrai noms Ibrahim Ben Mustapha El-Djazaïri (en arabe : إبراهيم بن مصطفى الجزائري) est né le 18 février 1906 à At Ourtilane en Kabylie et décédé le 12 mars 1959 à Istanbul en Turquie, était un militant panarabe, penseur et militant anti-colonialiste algérien proche des Frères musulmans. 
Brillant orateur et homme de culture, il a été membre de l'Association des oulémas algériens. Il officie comme conseiller général de sa majesté Yahya Muhammad Hamid ed-Din, gouverneur du Royaume mutawakkilite du Yémen, et joue un rôle central dans la révolution yéménite de 1948.

## Biographie

### Jeunesse et engagements en France
Né le 18 février 1906 à At Ourtilane, en Kabylie, Fodil el Ouartilani est issu d’une famille aisée, de tradition lettrée. Il fait ses études au "kuttâb", puis à l’école franco-musulmane et dans les institutions religieuses fondées par les ouléma de sa ville natale. Il s’inscrit à l'université Zitouna de Tunis et fait partie de l’entourage de cheikh Abdelhamid Ben Badis fondateur de l’Association des oulémas musulmans algériens, qu’il prend pour maître. Aussi fait-il partie de cette association dès sa création en 1931 et en devient un militant très actif. Vers 1934, l'association le désigne pour encadrer les expatriés algériens en France en les sensibilisant à l'idée nationale algérienne et aux idéaux du réformisme musulman (Nahda) d’Afghani, Mohamed Abduh et Rachid Ridha. Il fonde ainsi une dizaine d’associations et de clubs où l’on apprend la langue arabe, l’histoire musulmane, les règles élémentaires de la religion et de la morale, et les rudiments du nationalisme, inséparable de l’arabisme et de l’islam. Son activité apostolique et militante le rend très vite suspect aux yeux des autorités françaises qui cherchent désormais à le neutraliser. Se sentant menacé, il se réfugie clandestinement en Suisse, passe en Allemagne, se rend en Italie sous prétexte de rencontrer personnellement le Duce, s’enfuit en Grèce pour enfin arriver à Port-Saïd en Égypte, à la veille de la Seconde Guerre mondiale.

### Exil en Égypte
Il s’inscrit aussitôt à al-Azhar pour justifier son séjour au Caire et échapper à la persécution des Anglais, lesquels, sur dénonciation française, pouvaient l’accuser d’intelligence avec les  forces de l'Axe. Il obtient la ‘Alimiyya et poursuit des études spécialisées d’abord à la Faculté de théologie puis à celle de la Sharia. Pendant ce temps il ne cesse son combat pour la cause nationale. En 1941, il est présenté comme le « président de la Mission des étudiants algériens au Caire » et fonde le « Comité de défense de l’Algérie » et participe avec le Tunisien Muhammed al-Khidhr ibn Husayn à la création du « Front de défense de l’Afrique du Nord ».
Pendant ce temps il fréquente assidûment le siège central des Frères musulmans, celui des « Jeunes Musulmans » et le cercle politico-intellectuel de Chekib Arslan et du journaliste Muhammad Ali Tahir, c’est-à-dire le point de ralliement de l’ensemble des mouvements de libération arabe, au Maghreb comme au Machrek.
C'est durant cette période qu'il noue des liens solide avec les Yéménites Muhammad Nouman et Mahmmud al Zubayri.

## Implication dans la politique du Yémen
À la suite du rapprochement entre les Frères musulmans et le régime de l'imam Yahya (Yahya Muhammad Hamid ed-Din), Fodil part visiter le Yémen avec pour motif officiel la création d'une entreprise commerciale. Accompagné de l’archéologue Ahmed Fakhry, lui-même Frère musulman, il pénètre dans l’entourage du prince héritier à Taez et subjugue tout le monde. Il anime dans le pays une série de conférences et causeries littéraires et a l'occasion de rencontrer les jeunes contestataires.
Durant son séjour, il rencontre tous les responsables de l’État, tous les grands ouléma, toutes les têtes de l’opposition et tous ceux qui souhaitent un changement de régime, y compris des commerçants et des chefs de tribus. Il rédige le pacte national sacré qui vise à instaurer un régime parlementaire et républicain à la mort de l'imam. Cette charte est approuvée par tous les opposants au régime.
Hassan el-Banna et el Ouartilani la soumettent  au patron de la Ligue arabe Abdul Rahman Hassan Azzam ainsi qu'à certains hommes politiques d’Égypte, de Palestine, de Syrie et d’Irak. Tous donnent leur aval, manifestent leur accord et promettent leur aide pour le futur gouvernement qui succédera à l’imam Yahya.
Une rumeur propagée par le prince héritier Ahmad bin Yahya, annonce la mort de l'imam. Les conspirateurs se montrent au grand jour et sont obligés de presser le coup d'État. Le 17 février 1948, l’imam Yahya est assassiné et le nouveau régime constitutionnel proclamé. Conformément au Pacte sacré, prématurément annoncé, le nouvel imam, le nouveau gouvernement et les nouveaux hauts fonctionnaires entrent en fonction. Fodil el Ouartilani est nommé « Conseiller général de l’État yéménite ».

## Fuite et Fin de vie
Le prince héritier parvient à soulever les tribus contre la jeune république et reprend bientôt la capitale devant des pays arabes hiératiques. Fodil doit assurément quitter le Yémen après l’échec du mouvement dont il a été l’instigateur. Il embarque sur le al-Zamâlek, mais à sa grande surprise il apprend qu’il est « persona non grata » partout où il va : les Britanniques à Aden, la police égyptienne et les autorités libanaises lui interdisent de débarquer sur leur territoire. Pendant plusieurs mois, il sillonne les mers avec l’équipage du al-Zamâlek en adressant des dizaines de messages à tous ses amis, parmi lesquels se trouvent de hauts responsables en Égypte et au Liban, ainsi que les nationalistes nord-africains du Caire (Allal El Fassi, Habib Bourguiba, Abdelkrim al-Khattabi entre autres). Enfin, avec la complaisance de Riad el Solh, chef du gouvernement libanais, et l’intervention de hautes personnalités arabes, al-Wartilani arrive finalement à se réfugier à Beyrouth en juin 1948. 
La lutte armée pour l'indépendance éclate en Algérie le 1er novembre 1954 et Fodil annonce son adhésion à la déclaration du FLN et se voue corps et âme à cette lutte, à partir de son exil libanais. Il multiplie conférences, articles et interviews, au Liban comme en Syrie en faveur de la cause algérienne.
Il meurt le 12 mars 1959 dans la solitude d'un hôtel à Istanbul : « La mort l’a rejoint dans la solitude, excepté deux amis arabes qui ont assisté à la modeste cérémonie d’enterrement ; dans la pauvreté excepté cinq guinées que les mêmes amis ont distribuées aux pauvres présents lors de l’enterrement »

## Postérité
Sa dépouille repose, depuis le 12 mars 1987, au cimetière des martyrs de At Ouartilane.
« Je crois que c’est le savant et combattant algérien Sayyid al-Fudhayl al-Wartilani qui a changé le cours de l’histoire du Yémen au XIVe siècle de l’hégire (XXe siècle), et quand il a mis les pieds sur la terre du Yémen c’est comme s’il les avait posés sur le bouton de la marche de son histoire, il lui fit faire un tour dans une nouvelle direction. Car la révolution constitutionnelle de 1367/1948 est l’œuvre d’al-Wartilani. » 